# 1984-es nicaraguai választás
1984. november 4-én Nicaraguában előrehozott választásokat rendeztek, melyet nagy fölénnyel a Sandinisták nyertek meg.

## Előzményei
1983 őszén olajvezetékeket ért támadás, valamint Puerto Sandino és Corinto kikötőjénél elaknásították a tengert, akadályozva ezzel a hajóforgalmat. Az akció eredményeként az Exxon olajipari óriás felfüggesztette a szállításokat Nicaraguának, ami az ország ellen készülő teljes körű embargó első lépésének volt tekinthető. A sandinisták a CIA-t vádolták a szabotázsakció megtervezésével, amelyet az ENSZ Nemzetközi Bírósága elítélt, sőt Franciaország a segítségét is felajánlotta a terület aknamentesítésére.

## Választások
A Sandinisták az egyre nehezebb helyzetben úgy döntöttek, hogy általános amnesztiát hirdetnek azoknak, akik önként leteszik a fegyvert, és a tervezett 1985-ös időpont helyett már 1984. november 4-ére kihirdették a választásokat. A kampány idején változatlanul dúltak a harcok a kontrák ellen, ugyanakkor csökkentették a civil jogokat érintő megszorító intézkedéseket.
A novemberi választások rendben zajlottak le, a részvételi arány igen magas, mintegy 75%-os volt. A szavazatok néhány nap alatt történt összeszámlálása után kiderült, hogy az FSLN fölényesen megnyerte a választásokat: a törvényhozás 90 helyéből a sandinisták 61 helyet szereztek meg ugyanakkor Daniel Ortegát, elnökké, Sergio Ramírezt pedig alelnökké választották meg. A sandinistáknak csak azért nem lett akár az alkotmány módosításához elegendő többségük, mert az elnökválasztás hat vesztese is helyet kapott az így 96 fősre bővült törvényhozásban. A második legtöbb voksot a Demokratikus Konzervatív Párt kapta, így 14 helyhez jutott, míg a Független Liberális Párt 9, a Keresztényszociális Néppárt 6, illetve három különböző kisebb párt 2-2 mandátumot kapott a Nemzetgyűlésben.
A világ minden tájáról érkezett független választási megfigyelők és az ENSZ szerint a választások visszaélések nélkül zajlottak le. Az Egyesült Államok azonban nem volt hajlandó elismerni az eredményt, mondván, az ellenzéket a médiában háttérbe szorították, Ronald Reagan elnök pedig csak egyszerűen csalásnak nevezte a voksolás kimenetelét, így a washingtoni politika változatlan maradt Nicaragua irányában, amely ellen az úgynevezett külkereskedelmi szükségállapot-törvény alapján 1985. május 7-étől embargós intézkedéseket léptetett életbe. A határozathoz az is hozzájárult, hogy néhány nappal korábban Nicaragua 200 millió dolláros hitelt kapott a Szovjetuniótól.

## Embargó
A döntés értelmében az amerikai vállalatok nem kereskedhettek nicaraguai cégekkel, és a tilalom a már megkötött üzletekre is vonatkozott. Az embargó a kereskedelmi ügyletek mellett a szolgáltatásokra is szólt. Az amerikai kormány azt fontolgatta, hogy befagyasztja az Egyesült Államokban lévő, mintegy 130 millió dollár értékű vagyont és betétet, valamint utazási tilalmat rendel el az „agresszív Nicaragua” ellen. A döntéssel Nicaragua egy jelentős, 57 millió dollár bevételt hozó exportpiacát vesztette el annak ellenére, hogy a kivitelben már évek óta folyamatos csökkenés volt tapasztalható – öt év alatt a negyedére esett vissza az Egyesült Államokba irányuló export összértéke. Nicaragua fő exportcikkeit, a kávét, gyapotot, cukrot, banánt, húst és halat nem volt nehéz átmenetileg más piacokra átirányítani, de az amerikai importtól függő gazdaságot igen érzékenyen érintette az amerikai mezőgazdasági gépalkatrészek hiánya és további problémákat okozott maga a dollár hiánya. Az alkatrészek elmaradása még a nemzeti légitársaság működését is veszélyeztette. A kereskedelmi szankciók bevezetése miatt Nicaragua egyre kevésbé tudta törleszteni külföldi hiteleit, amelyek nagy részét az Egyesült Államok felé kellett kifizetnie. Az adósságállomány ekkor már elérte a 3,5 milliárd dollárt.
Nicaragua a nemzetközi fórumokhoz fordult segítségért: kérte a GATT-ot (Általános Vámtarifa és Kereskedelmi Egyezmény), hogy rendkívüli ülésen vizsgálja ki panaszát, és felszólította az ENSZ Biztonsági Tanácsát, hogy foglalkozzon a kérdéssel. Az embargót elítélő BT-határozat elfogadását csak az Egyesült Államok vétója tudta megakadályozni.
A belső összefogás érdekében a kormány „nemzeti párbeszédet kezdeményezett a magánszektorral, a szakszervezetekkel és a paraszti szervezetekkel. Az embargó hatásainak tompítása érdekében a belkereskedelmi minisztérium szigorú ellenőrzés alá vonta az alapvető mezőgazdasági termékek és iparcikkek kereskedelmét, az élelmiszerek adagolásával élénkítették az exportot. Leszállították a banán, a kávé, a gyapot, a rák és a hús exportárát, hogy új piacokat hódítsanak meg, 1986–1987 körül egész Európát – így Magyarországot is elárasztotta a nicaraguai banán. Elkezdték a gyártását azoknak az alkatrészeknek, amelyek segítségével az amerikai gépek tovább működhettek. A Nicaraguai Központi Bank liberalizálta a devizarendelkezéseket, a reális árfolyam kialakítása érdekében lebegtették cordobát, az ország valutáját. Bejelentették, hogy a korábbi 500 dollár helyett, korlátlanul tarthatnak maguknál valutát az állampolgárok, és ismét megnyitották a devizapiacokat. Az intézkedéstől a feketepiac megfékezését remélték. Duplájára emelték a mezőgazdasági termelőknek fizetendő felvásárlási árat, elsősorban az alapvető élelmiszerek és az exporttermékek körében.
Az embargó bevezetése után Nicaragua egyre inkább támaszkodott a szocialista országok segélyeire.